# ザ・スティルズ
ザ・スティルズ（英: The Stills）は、カナダのモントリオールで結成されたロック・バンド。

## メンバー
- ティム・フレッチャー (Tim Fletcher) – ギター、リード・ボーカル (2000年–2011年)
- グレッグ・パケット (Greg Paquet) – ギター (2000年–2005年、2010年–2011年)
- オリヴァー・コービール (Olivier Corbeil、a.k.a. Oliver Crowe) – ベース、バック・ボーカル (2000年–2011年)
- デイヴ・ヘイムリン (Dave Hamelin) – ドラム、リード・ボーカル、ギター (2000年–2011年)
- リアム・オニール (Liam O'Neil) – キーボード、バック・ボーカル、パーカッション (2005年–2011年)
- ジュリアン・ブレイス (Julien Blais) – ドラム (2005年–2010年)

## ディスコグラフィ

### スタジオ・アルバム
- 『ロジック・ウィル・ブレイク・ユア・ハート』 - Logic Will Break Your Heart (2003年、Vice)
- 『ウィズアウト・フェザーズ』 - Without Feathers (2006年、Vice/Drowned in Sound)
- 『オーシャンズ・ウィル・ライズ』 - Oceans Will Rise (2008年、Arts & Crafts)